# Ashurst Wood
Ashurst Wood – wieś w Anglii, w hrabstwie West Sussex, w dystrykcie Mid Sussex. Leży 65 km na północny wschód od miasta Chichester i 46 km na południe od Londynu. W 2001 miejscowość liczyła 1771 mieszkańców.